# Scolechinus
Scolechinus is een geslacht van uitgestorven zee-egels uit de familie Trigonocidaridae.

## Soorten
- Scolechinus dallonii Lambert † Oligoceen, Algerije.